# Kreuzkloster Gotha

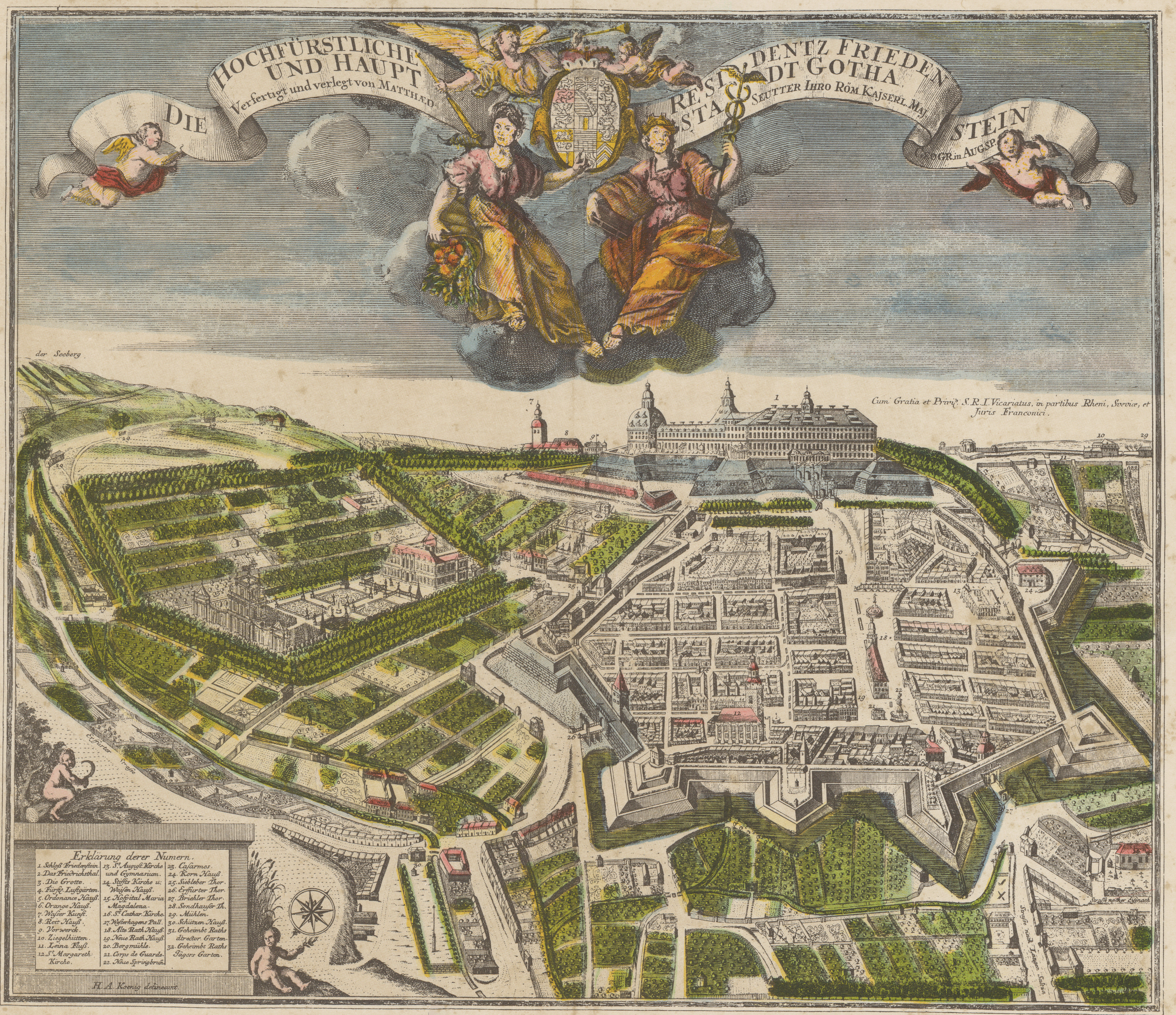
Gotha um 1730 (Ansicht von Norden); rechts unten der ehemalige Klosterbereich mit der Katharinenkirche (Ziffer 16)

Das Kloster zum Heiligen Kreuz (lateinisch monasterium Sancti Crucis) war ein Kloster der Zisterzienserinnen in Gotha in Thüringen von 1216/51 bis 1524.

## Lage
Das Kloster befand sich zuerst in der Stadt am Sundhäuser Tor an der Jüdenstraße, (um die spätere Augustinerkirche). 1255 zogen die Nonnen dann vor die Stadtmauern am Brühler Tor (heute zwischen Eisenacher und Bohnstedtstraße). Von dieser Anlage ist nichts mehr erhalten.

## Geschichte
Das Kloster wurde wohl um 1216 (oder 1251?) gegründet. 
1251 wurde es vor die Tore der Stadt verlegt. An den vorherigen Standort kamen 1258 Augustiner-Eremiten. 1519 wurden die Anlagen durch einen Brand schwer beschädigt, 1524 wurde das Kloster aufgehoben.

## Weitere Entwicklung
Die an die Stadt übergegangenen Baulichkeiten wurden bis 1542 abgebrochen und durch den Friedhof „Alter Gottesacker“ ersetzt. Die 1656 dort erbaute St. Katharinenkirche (Garnisonkirche) wurde im späten 19. Jahrhundert ebenfalls abgebrochen. Zwischen 1907 und 1911 wurden in diesem Bereich die Arnoldischule, deren Turnhalle und das Stadtbad errichtet.